# Kralj (šah)
Kralj je ena od figur pri šahu, označena s simbolom »♚«. Poglavitni cilj šaha je spraviti nasprotnika v položaj šah-mat, kar pomeni, da je njegov kralj napaden in ga z nobeno svojo potezo ne more umakniti ali zaščiti pred šahom. Kralja ni mogoče jemati, čeprav je bilo v hitropoteznih pravilih včasih jemanje dovoljena poteza, ki je pomenila konec igre.
Vsak igralec začne igro s kraljem v središču svoje prve vrste, med damo in kraljevim lovcem; pri belem je torej kralj na e1, pri črnem pa na e8. To si najlažje zapomnimo tako, da je na začetku dama vedno na polju iste barve kot je sama, kralj pa je na sosednjem polju.
Kralj napada največ osem in najmanj tri polja na prazni šahovnici. Lahko se premika za en kvadrat v poljubno smer (vodoravno, navpično, ali diagonalno, kot je prikazano na sliki), vendar se ne sme premakniti na polje, ki ga napada nasprotnikova figura. Tako kot večina figur lahko zajame nasprotnikovo figuro tako, da se premakne na polje, ki ga zasedala. Poleg tega pa lahko kralj pod določenimi pogoji skupaj s svojo trdnjavo tudi rokira.
Če nasprotnik napade kralja, pravimo, da je ta v šahu in igralec mora z naslednjo potezo zagotoviti, da kralj ni več napaden: lahko premakne kralja, vzame figuro, ki ga napada, ali postavi med nasprotnikovo napadalno figuro in svojega kralja kakšno svojo figuro. Če tega ne more storiti, je matiran in je izgubil igro.
Igralec ne sme napraviti poteze, s katero bi kralja izpostavil napadu. Če kralj ni napaden, vendar bi vse možne poteze igralca na potezi vodile k temu, da bi bil, pravimo, da je igralec v patu in igra se konča z remijem.
Kralj le redko igra vidno vlogo v šahovski otvoritvi ali sredini igre; navadno se takrat še zadržuje pri robu plošče in se skriva za svojimi kmeti. V končnici pa se nevarnost mata zmanjša in kralj lahko pogumneje zaigra, da pomaga pri promoviranju svojih kmetov.
Kralju ni mogoče dodeliti vrednosti glede na druge šahovske figure, saj ga ni mogoče zamenjati in je od njega odvisna celotna igra. V tem smislu je njegova vrednost neskončna. Vendar ima v končnici kralj nekako večjo možnost napada in obrambe kot lovec ali skakač. Šahovski programi ne računajo z neskončnimi števili, zato pri izračunih vrednotijo kralja približno 200 krat več kot kmeta.